# La Mariscala
La Mariscala és una localitat de l'Uruguai, ubicada a l'est del departament de Lavalleja. Té una població aproximada de 1.624 habitants, segons les dades del cens del 2011.
Es troba a 91 metres sobre el nivell del mar.
| 1963  | 1975  | 1985  | 1996  | 2004  |
| ----- | ----- | ----- | ----- | ----- |
| 1.447 | 1.395 | 1.415 | 1.507 | 1.624 |